# Tallhover
Tallhover ist der erste Roman des deutschen Schriftstellers Hans Joachim Schädlich. Er zeichnet die fiktive Biografie eines politischen Polizeibeamten durch alle deutschen Staaten von der Mitte des 19. bis zur Mitte des 20. Jahrhunderts. Tallhover wurde 1986 veröffentlicht und im selben Jahr mit dem Marburger Literaturpreis ausgezeichnet.

## Inhalt
Der Protagonist Tallhover ist in Preußen für die politische Polizei tätig. Er versucht im Prozess gegen die Neue Rheinische Zeitung Zeugen gegen Marx zu finden. In der DDR ist er immer noch tätig, und zwar bei der Stasi. Er droht jemandem, der im damaligen Prozess keine Aussage machen wollte, damit, ihn zu bestrafen, weil er gegen das etablierte System war.
Den Hauptteil des Buches bilden Tallhovers Beobachtungen Lenins während eines Deutschlandaufenthalts, seine Kritik an Lenins Fahrt durch Deutschland auf Abmachung mit der Obersten Heeresleitung, weil die Revolutionäre Gelegenheit bekamen, die Revolution auch in Deutschland voranzutreiben. Sein Bericht über Karl Radek, seine Verhaftung und seine Kontakte. Wichtig sind auch die Berichte über seine Tätigkeit unter dem NS-Regime. Immer dient er der Obrigkeit: dem preußischen König, der NS-Diktatur und der SED. Dass er sich dafür nicht zu verändern braucht, ist Schädlichs Aussage über die Rolle von SED und DDR.

## Interpretation
Laut Heinz Ludwig Arnold ist Tallhover „eine Art Sittengeschichte der deutschen Geheimpolizei. Ihr gleichförmiges Denken wird reduziert auf eine einzige Figur“. Hans Joachim Schädlich beschrieb: „Tallhover verkörpert den unseligen Typ eines Menschen, der sich jedem politischen System unterwirft, um die Gegner jedes Systems unterwerfen zu helfen.“ Walter Hinck sah Tallhover nicht als Individuum, sondern als Verkörperung eines Prinzips. Nicht zufällig sei er am 23. März 1819 geboren, dem Tag der Ermordung August von Kotzebues, die zum Anlass der Karlsbader Beschlüsse wurde. Laut Theo Buck gehe Tallhover vollständig im System auf, was zu einer Entäußerung des eigenen Ichs führe. Die Identifikation mit seiner Aufgabe führe so weit, dass auch Tallhovers Auflösung nur durch die Anwendung der geheimdienstlichen Mittel von Anklage und Justiz gegen sich selbst möglich werde.
Die 82 Erzählsequenzen lesen sich wie sachliche Protokolle, entlarven aber genau dadurch die ihnen innewohnende Ironie. Der Autor geht präzise beobachtend auf eine weitestmögliche Distanz zu seinem Erzählgegenstand, der Protagonist Tallhover wird bereits durch seine Langlebigkeit zur Kunstfigur. Laut Buck führe der Roman in nüchterner Beobachtung eine Krankheitsgeschichte, die Verdinglichung eines Menschen vor, die aus gesellschaftlichen Ursachen resultiere. Hans Joachim Schädlich beschrieb als Konstruktionsprinzip des Romans, dass er „faktische ‚Bruchstücke‘ unter seine poetische Idee stellte und Faktisches, das ihm fehlte, entsprechend der faktischen Historie imaginierte sowie die erfundenen Fakten mit der faktischen Historie verknüpfte“ bis „die Grenze zwischen Fakten und Fiktion zu verschwimmen“ schienen und am Ende einige Leser „die fiktive Figur Tallhover für etwas Faktisches und die faktische Historie für etwas Fiktives halten.“

## Rezeption
Tallhover wurde 1986 mit dem Marburger Literaturpreis ausgezeichnet. Begeistert äußerte sich Fritz J. Raddatz über „ein meisterhaftes Buch – das sich wohl bewußt nicht Roman nennt und das Robert Musils Forderung nach dem Essayistischen in moderner Prosa glanzvoll einlöst. Was Hans Joachim Schädlich hier vorlegt, ist ein großer, schrecklicher, auch grausig komischer Essay; und zugleich ist es Prosa.“ Dem Autor sei „mit seinem entsetzlichen Finsterblick dreierlei gelungen: ein literarischer Krimi; eine makabre Verwerfung; ein bitteres Menetekel.“ Reinhard Baumgart sprach mit „Bewunderung, Betroffenheit, aber auch mit einer Art respektvoller Langeweile“ von einer „Erzähluntersuchung“, die „trocken und sicher einsetzt, dann eine erstaunliche Spannung, Dichte, Unheimlichkeit entfaltet, am Ende sich aber doch verliert in Leere und Virtuosität.“
1989 setzte Christof Gahl Tallhover für den RIAS als Hörspiel um. Regie führte Norbert Schaeffer. Die Titelrolle sprach Werner Eichhorn.
In der Gestalt des Hoftaller, eines Stasimitarbeiters, der noch nach 1990 unheimliche Macht ausübt, tritt Tallhover in dem Roman Ein weites Feld von Günter Grass wieder auf. Grass hatte Schädlich vorab um Erlaubnis gefragt, dessen Figur fortzuschreiben, was ihm auch eingeräumt wurde. Nachträglich aber urteilte Schädlich, „daß Grass meine Tallhover-Figur populistisch verkehrt, also verfälscht hatte durch die Verharmlosung des Stasi-Systems und die Gleichsetzung des Spitzels mit dessen Objekt“. Er habe bei seiner Erlaubnis „nicht wissen können, daß Grass die Tallhover-Figur solcherart mißbrauchen würde.“
1992 erfuhr Schädlich bei der Einsicht in seine Stasi-Akte, dass jahrelang sein eigener Bruder Karlheinz Schädlich als IM für das Ministerium für Staatssicherheit über ihn Informationen gesammelt hatte. Schädlich verarbeitete diese Erkenntnis in der Erzählung Die Sache mit B. Walter Hinck urteilte mit Blick auf Tallhover: „Wenn je ein Autor von seinem literarischen Thema in der Wirklichkeit eingeholt worden ist, dann ist es Hans Joachim Schädlich.“

## Ausgaben
- Hans Joachim Schädlich: Tallhover. Rowohlt, Reinbek 1986, ISBN 3-498-06172-0.
- Hans Joachim Schädlich: Tallhover. Rowohlt, Reinbek 1992, ISBN 3-499-13195-1.